# Cluny III

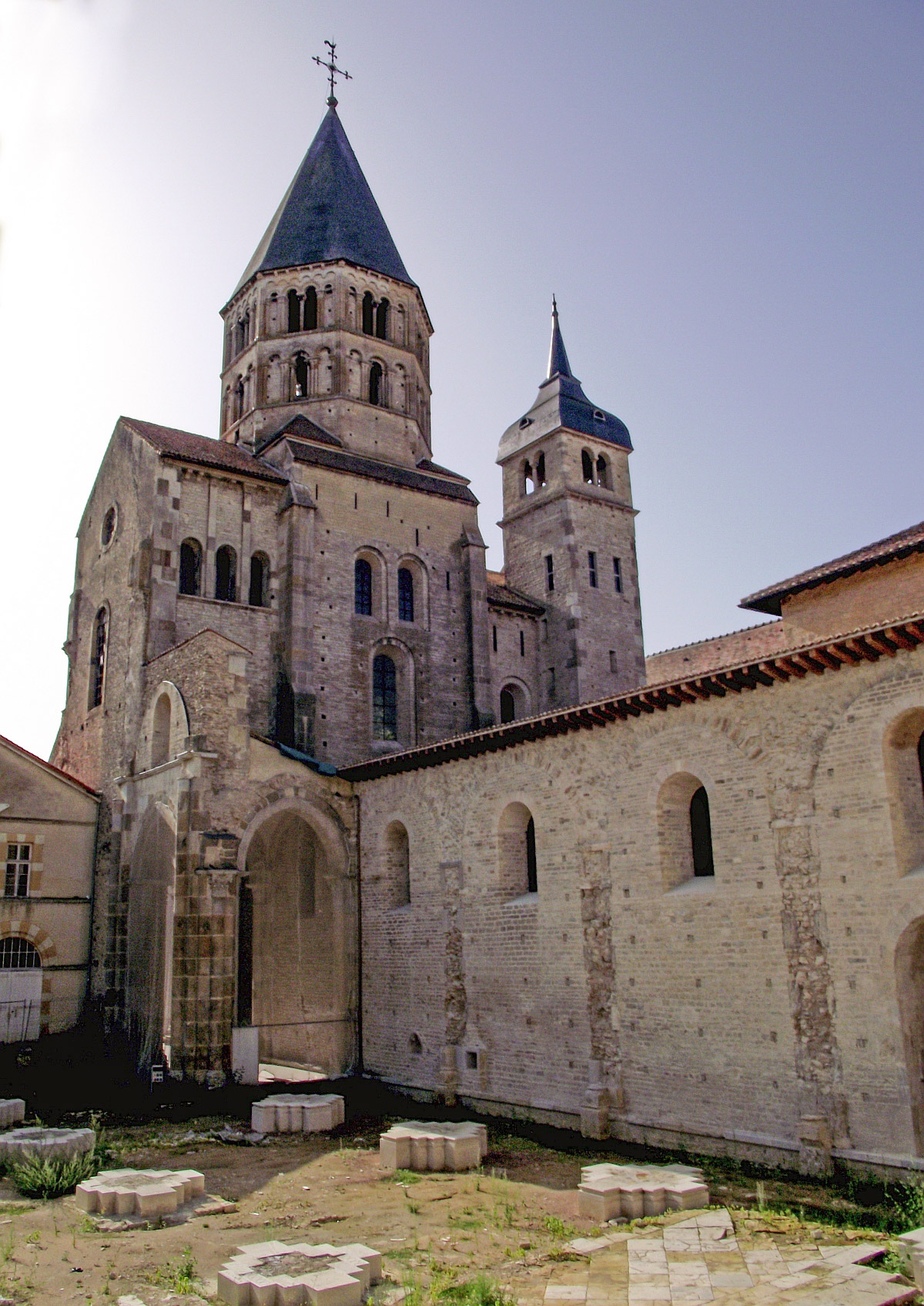
Ett av tvärskeppen som fortfarande återstår (resten rivet), fotograferat 2004.

Cluny III är den gängse beteckningen på den tredje klosterkyrkan i Cluny, Frankrike. Den var uppförd i romansk stil och sammanbyggd med den andra klosterkyrkan. Kyrkan var ända fram till 1500-talet kristenhetens största och överträffade sålunda till och med höggotikens katedraler i fråga om storlek.[källa behövs]
Byggnaden hade en längd av 187 meter, dess invändiga höjd var 33 meter. Efter att klostret i Cluny stängts under den franska revolutionen kom kyrkan att förstöras 1810.

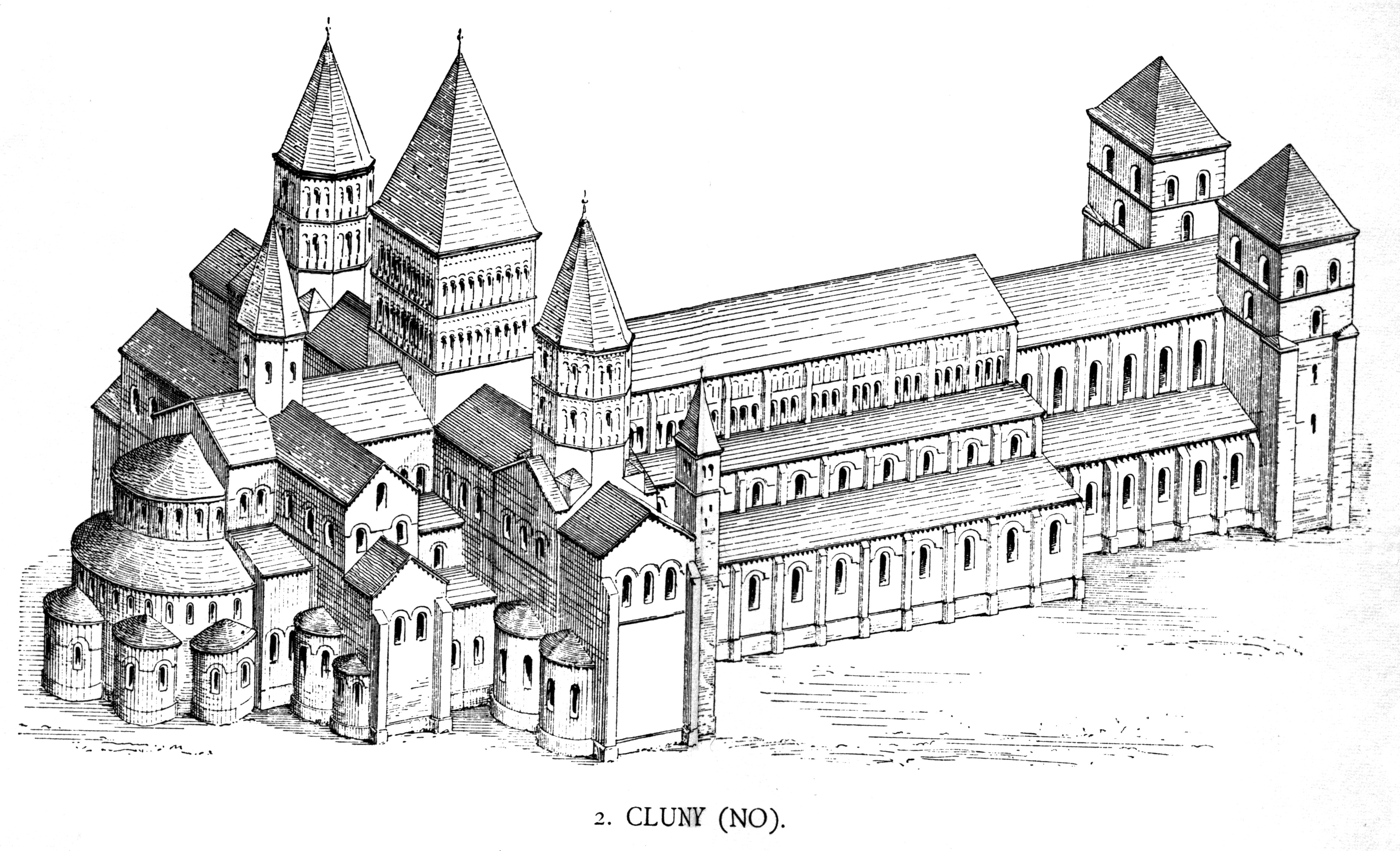
En bild av klosterkyrkan före dess rivning 1810.
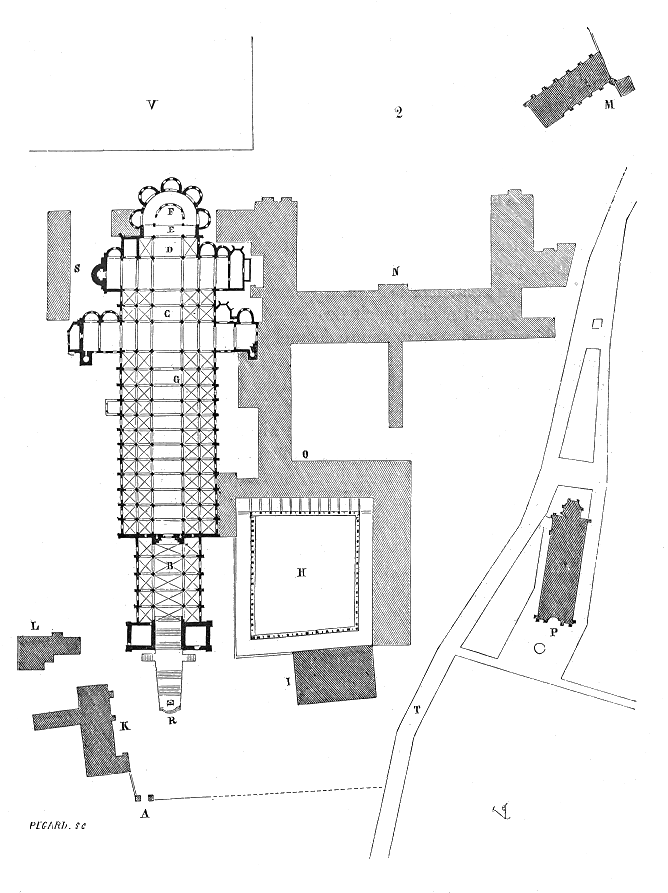
En ritning över klostret och klosterkyrkan.
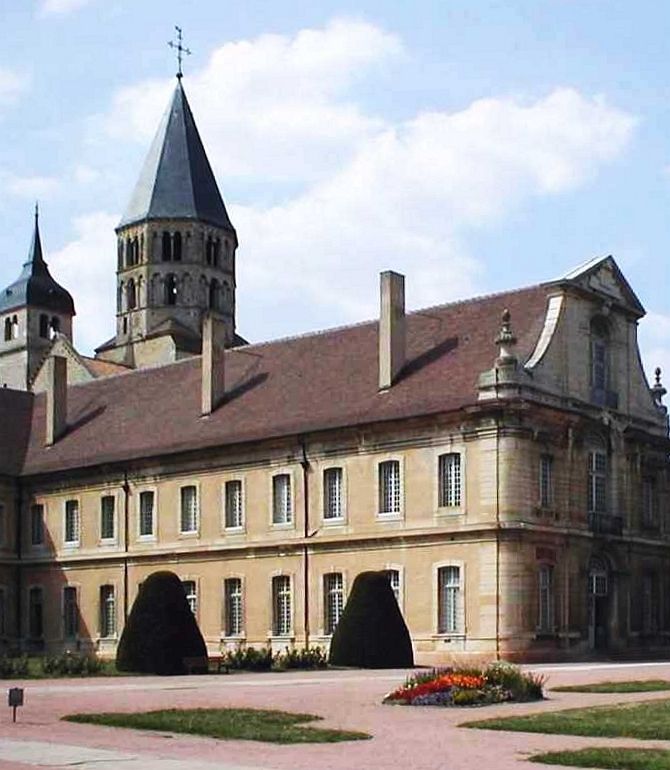
Vy över klostret.